# Spinimegopis lividipennis
Spinimegopis lividipennis är en skalbaggsart som först beskrevs av Auguste Lameere 1920. Spinimegopis lividipennis ingår i släktet Spinimegopis och familjen långhorningar.
Artens utbredningsområde är:
- Laos.
- Myanmar.

Inga underarter finns listade i Catalogue of Life.